# Onorificenze lituane
Elenco delle onorificenze e degli ordini di merito e cavallereschi distribuiti dalla Lituania.

## Ordini cavallereschi
| Nastro | Onorificenza                    |
| ------ | ------------------------------- |
|        | Ordine di Vytautas il Grande    |
|        | Ordine della Croce di Vytis     |
|        | Ordine del granduca Gediminas   |
|        | Ordine al merito della Lituania |

## Medaglie militari e di benemerenza
| Nastro | Onorificenza                 |
| ------ | ---------------------------- |
|        | Croce al salvataggio         |
|        | Stella del fante             |
|        | Medaglia di Darius e Girėnas |

## Medaglie commemorative
| Nastro | Onorificenza                              |
| ------ | ----------------------------------------- |
|        | Medaglia dell'indipendenza della Lituania |
|        | Medaglia commemorativa del 13 gennaio     |